# روبرت مريسون مكيفر
روبرت مريسون مكيفر (بالإنجليزية: Robert Morrison MacIver)‏ (1882- 1970) متخصص اسكتلندي في علم الاجتماع، تخرج في جامعتي أدنبرة وأكسفورد، وعمل في جامعة كولمبيا منذ 1926، ومن مؤلفاته التي يحدد فيها المفاهيم النظرية ويوضحها: (المجتمع: دراسة اجتماعية) 1917، و(المجتمع: بناؤه وتغيراته) 1931، و(نسيج الحكومة) 1947.

## روابط خارجية
- روبرت مريسون مكيفر على موقع الموسوعة البريطانية (الإنجليزية)
- روبرت مريسون مكيفر على موقع إن إن دي بي (الإنجليزية)